# Stazione di Salviati
La stazione di Salviati fu una fermata ferroviaria fiorentina della linea Faentina. Posta al confine col comune di Fiesole, sulla via Faentina, la sua denominazione si riferisce alla vicina villa Salviati.

## Storia
Fu aperta al servizio nel 1999 con l'inaugurazione del nuovo tratto della Faentina, passante per Vaglia.
Concepita inizialmente come stazione di scambio, in quanto posta all'ingresso del comune, fu dotata di un ampio parcheggio e di una corsia interna per la sosta di autobus. Fu sempre sottoutilizzata, in quanto pochi furono i treni regionali che vi fermavano.
Nel 2007, con l'introduzione di Memorario nella linea faentina, la località fu esclusa dal servizio viaggiatori.
In qualità di "Binario decentrato Salviati" fu soppressa definitivamente il 29 luglio 2012.

## Strutture ed impianti
La fermata è dotata di due panchine coperte e di un ampio parcheggio antistante a pagamento di proprietà RFI (Metropark).

## Caratteristiche
Dal punto di vista dell'esercizio ferroviario, Salviati era considerata come punto singolare: un binario decentrato della stazione de Il Cionfo dotato di un marciapiede per essere impiegato al servizio viaggiatori. La circolazione era quindi regolata da consensi elettrici fra il Dirigente centrale operativo (DCO) di Firenze Campo di Marte, sostituito dal Dirigente Movimento (DM) de Il Cionfo nel caso questa località fosse presenziata, e il DM di Firenze Campo di Marte.